# Saarlooswolfhond
Saarlooswolfhond – jedna z ras psów należąca do grupy psów pasterskich i zaganiających, zaklasyfikowana do sekcji psów pasterskich (owczarskich). Nie podlega próbom pracy.

## Rys historyczny
Ta holenderska rasa psów została stworzona przez Lenderta Saarloosa, poczynając od 1921 roku. Chciał wyhodować posłusznego wilka – skrzyżował samca owczarka niemieckiego, Gerard van der Fransenum, psa w klasycznym typie pruskim, z Fleuri, wilczycą pochodzącą z Syberii (1932). Krzyżując wstecznie potomstwo z ojcem, otrzymał podstawową populację zwierząt z jedną czwartą wilczej krwi. Nowa rasa, wilczak europejski (European Wolfsdog), powstała w kolejnych cyklach eksperymentu, po ścisłej selekcji. Jako że wyselekcjonowane zwierzęta z nowej rasy sprawdzały się jako psy przewodnicy niewidomych, były początkowo obserwowane pod kątem tych zdolności. Jednak pomimo zdolności użytkowych odziedziczonych po oryginalnym przodku, Gerardzie, predyspozycje stopniowo malały jako wynik zwiększania procentu wilczej krwi. Ostatecznie rasa nie była w stanie stać się rasą użytkową jako pies – przewodnik. W 1975 roku rasa została oficjalnie uznana, wtedy też nazwano rasę wilczak Saarloosa (Saarlooswolfhond), ku czci jej założyciela. W Holandii nie było zapotrzebowania na psy stróżująco-obronne, co sprowadziło tor hodowli tych psów na jak najmniejszy wskaźnik agresji. Odziedziczyły natomiast bardzo silny instynkt stadny.

## Wygląd
Wilczak Saarloosa jest psem silnie zbudowanym, którego wygląd zewnętrzny (budowa ciała, ruch i szata) przypomina wilka. Budowa jest zrównoważona, posiada dość długie kończyny, bez wrażenia bycia długonogim. U psów i suk istnieją wyraźne różnice w drugorzędowych cechach płciowych. Ważnymi proporcjami jest stosunek szczęki górnej i mózgoczaszki w długości o wielkości 1:1.

### Budowa i ruch
- Uszy: stojące, wysoko osadzone.
- Ogon: osadzony nisko, w ruchu przyjmujący kształt sierpa.
- Ruch: wilczak Saarloosa jest typowym niemęczącym się kłusakiem, który może z łatwością przebyć duże odległości, w swoim własnym tempie. Swobodnym ruchem prawie nie męczy się i przypomina w tym wilka. Saarlooswolfhond różni się mocno od innych ras bardzo specyficznym lekkostopym ruchem. Prawidłowy ruch naprzód zależy w dużej mierze od wielu różnych szczegółów budowy ciała, przede wszystkim wielki wpływ ma prawidłowe kątowanie kończyn. W kłusie swobodnym, niewymuszonym, Saarlooswolfhond nosi głowę i szyję prawie poziomo: w tej pozycji, położenie oczu i klinowaty kształt głowy są szczególnie charakterystyczne. W wytrwałym kłusie, który to ruch jest typowy dla rasy, pies nie wykazuje zbyt obszernego ruchu kończyn, ponieważ, podobnie jak ruch zbyt szybki, mógłby on zepsuć lekki ruch, który jest wzorem ruchu oszczędzającego energię.

### Szata i umaszczenie
- Szata letnia różni się bardzo od szaty zimowej. Zimą przeważa podszerstek, który razem z włosem okrywającym tworzy obfitą szatę, pokrywającą całe ciało i formującą wyraźną kryzę wokół szyi. W szacie letniej, przeważa włos okrywowy.
- Umaszczenie występuje w barwach: od jasnego do ciemnego odcienia koloru czarnego (zwanego wilczastoszarym), od jasnego do ciemnego odcienia brązu (zwanego leśno-brązowym) oraz od jasnokremowo-białego do białego.

## Zachowanie i charakter
Saarlooswolfhond jest psem o wysokim stopniu aktywności, jest nieuległy. W stosunku do swego pana jest oddany. Do osób obcych zachowuje się z rezerwą i nieco podejrzliwie. Jego rezerwa i wilcza chęć do ucieczki w nieznanych sytuacjach, jest typową cechą rasy. Przymuszenie do niepożądanego kontaktu z obcym, może prowadzić do przytłaczającego pragnienia ucieczki. Tłumienie tej skłonności, na przykład przez brak swobody psa na smyczy, może spowodować zachowania nerwowe.

## Użytkowość
Wilczak Saarloosa jest psem do towarzystwa oraz psem rodzinnym. 

## Zdrowie i pielęgnacja
Rasa wyjątkowo zdrowa i odporna. Sierść nie wymaga pielęgnacji poza wyczesywaniem w okresach linienia.